# Confiar (canção)
"Confiar" é uma canção da banda Oficina G3, vindo a representar o álbum Histórias e Bicicletas (Reflexões, Encontros e Esperança), lançado no primeiro semestre de 2013.
Escrita por Juninho Afram, Duca Tambasco, Jean Carllos e Mauro Henrique, a faixa é uma das baladas do álbum, e foi divulgada pela gravadora MK Music um mês antes do disco ser lançado para divulgação nas rádios. Apesar de não ter sido lançada individualmente como single, foi a música de trabalho do álbum, recebendo, um ano depois, uma versão em videoclipe.
A canção também foi indicada a Melhor Música no Troféu Promessas em 2013, e foi gravada no filme Histórias e Bicicletas.

## Clipe
O clipe para a canção foi lançado em setembro de 2014, com direção de vídeo de Hugo Pessoa, e foi gravado na Alemanha. O roteiro contém uma cena de sequestro e perseguição entre carros. O grupo optou, em uma das partes, inserir um easter egg, com a música "Até Quando", do álbum Humanos.

## Ficha técnica
Banda
- Mauro Henrique - vocais, violão, composição, produção musical e arranjos
- Juninho Afram - vocais, guitarras, composição, produção musical e arranjos
- Duca Tambasco - baixo, produção musical e arranjos
- Jean Carllos - teclado, produção musical e arranjos
- Alexandre Aposan - bateria e produção musical

Músicos convidados e equipe técnica
- Leonardo Gonçalves - coordenação de gravação, overdubs
- Déio Tambasco - pós-produção, overdubs
- Vitinho Santana - overdubs
- Thiago Baggio - overdubs
- Lucas Gonçalves - pós-produção
- Richard Woodcraft - engenharia de áudio
- Izzy Morley - assistente de engenharia de áudio
- Helen Aktinson - assistente de engenharia de áudio
- Leonardo Ramos - mixagem
- Tom Coyne - masterização

## Prêmios e indicações
| Prêmio           | Categoria     | Indicado  | Resultado |
| ---------------- | ------------- | --------- | --------- |
| Troféu Promessas | Melhor música | "Confiar" | Indicado  |